# Antran
Antran település Franciaországban, Vienne megyében. Lakosainak száma 1156 fő (2022. január 1.). Antran Châtellerault, Ingrandes, Thuré, Usseau, Vaux-sur-Vienne és Vellèches községekkel határos.

## Népesség
A település népességének változása:
| Lakosok száma | 1184 | 1206 | 1244 | 1192 | 1178 | 1163 | 1157 | 1158 | 1156 |
|               | 2013 | 2015 | 2016 | 2017 | 2018 | 2019 | 2020 | 2021 | 2022 |